# Позняк, Виктор Генрихович
Виктор Генрихович Позняк (26 апреля 1901 года, Самарканд — 12 августа 1983 года, Москва) — советский военачальник, генерал-лейтенант (20 апреля 1945 года). Герой Советского Союза (6 апреля 1945 года).

## Начальная биография
Виктор Генрихович Позняк родился 26 апреля 1901 года в Самарканде. По национальности литовец. Учился в гимназию, но не окончил её, так как в мае 1917 года был исключен за участие в забастовке учащихся. С октября 1917 года работал в районном отделе милиции в городе Джизак, конторщиком уездного продовольственного закупочного пункта.

## Военная служба

### Гражданская война
В марте 1919 года вступил в Красную Армию, служил красноармейцем команды Самаркандской крепости, с июля 1919 — красноармейцем и старшиной эскадрона 12-го кавалерийского полка 3-й отдельной Туркестанской кавалерийской бригады, с апреля 1920 — старшиной технического эскадрона 3-й Туркестанской кавалерийской дивизии, с июля 1920 — командиром взвода и эскадрона 4-го Киргизского кавалерийского полка 2-й Туркестанской кавалерийской дивизии. Принимал участие в боевых действиях на Туркестанском фронте против белогвардейцев и английских интервентов на Закаспийском фронте, затем против армии Эмира Бухарского. В октябре 1920 — январе 1921 года сражался с отрядами Н. И. Махно на Украине.

### Межвоенное время
В январе 1921 года Позняк был направлен на учёбу в Высшую кавалерийскую школу в Петрограде. Во время учёбы в составе сводной курсантской бригады участвовал в подавлении Кронштадтского восстания. После окончания школы в сентябре 1921 года был назначен на должность командира эскадрона в 40-м кавалерийском полку, а затем — на эту же должность в 39-м кавалерийском полку в составе 7-й Самаркандской кавалерийской дивизии. Эти полки размещались в Гомельской губернии и вели в то время активную борьбу с многочисленными бандами.
В августе 1923 года был направлен на учёбу в Военную академию РККА имени М. В. Фрунзе, после окончания которой в июле 1926 года был назначен на должность начальника штаба 81-го кавалерийского полка. В том же году вступил в ряды ВКП(б). В марте 1928 года был назначен на должность начальника штаба отдельного Узбекского кавалерийского полка (в октябре 1929 года исполнял должность командира этого полка), а в 1929 году — на должность командира отдельного Таджикского горнострелкового батальона. С 1927 по 1931 годы Позняк участвовал в боевых действиях против вооружённых формирований басмачей в Таджикистане, в том числе в 1931 году в разгроме отрядов Ибрагим-бека.
В августе 1931 года был назначен на должность начальника сектора в 1-м (оперативном) отделе штаба Среднеазиатского военного округа, в мае 1932 года — на должность помощника начальника 2-го отдела 1-го управления Штаба РККА, в январе 1935 года — на должность командира 1-го Казанского стрелкового полка (1-я Казанская стрелковая дивизия, Приволжский военный округ), в феврале 1936 года — на должность начальника штаба 30-й кавалерийской дивизии (Ленинградский военный округ, г. Остров), а в сентябре 1937 года — на должность старшего преподавателя тактики Краснознамённых курсов усовершенствования командного состава.
В июне 1938 года был арестован органами НКВД СССР, однако в мае 1939 года был освобождён в связи с прекращением дела. Тогда же восстановлен в РККА и назначен на должность преподавателя тактики Военной академии РККА имени М. В. Фрунзе, а в апреле 1941 года — на должность старшего тактического руководителя — заместителя начальника курса этой академии.

### Великая Отечественная война
С началом войны полковник Позняк находился на той же должности. В октябре 1941 года был назначен на должность командира 39-й курсантской стрелковой бригады, которая формировалась в Среднеазиатском военном округе. В декабре прибыл с бригадой на фронт и она была включена в 27-ю армию Северо-Западного фронта. В январе 1942 года передана в 4-ю ударную армию и принимала участие в Торопецко-Холмской наступательной операции, а также в освобождении города Торопец.
В феврале 1942 года Позняк был назначен на должность командира 360-й стрелковой дивизии, которая участвовала в Демянской наступательной операции 1942 года, в июле-сентябре вела ожесточённые боевые действия в ходе армейской наступательной операции в районе города Велиж, а в сентябре-октябре — в отражении локальной немецкой наступательной операции у города Демидов.
В феврале 1943 года назначен на должность начальника штаба 43-й армии Калининского фронта, которая вела оборонительные боевые действия по берегам озёр Петровское (Лососно) и Рытое, а затем принимала участие в ходе Смоленской наступательной операции.
19 августа 1943 года назначен на должность командира 5-го гвардейского стрелкового корпуса 39-й армии на Калининском и 1-м Прибалтийском фронтах. Корпус под его командованием принимал участие в Духовщинско-Демидовской наступательной операции, в том числе в освобождении городов Духовщина и Рудня. В январе 1944 года корпус был выведен в резерв 2-го Белорусского фронта, а В. Г. Позняк был направлен в распоряжение Главного управления кадров НКО СССР и до середины февраля 1944 года находился на лечении в санатории «Архангельское», после чего состоял в резерве Ставки Верховного Главнокомандования.
В марте 1944 года генерал-майор Позняк был назначен на должность командира 77-го стрелкового корпуса 47-й армии 2-го Белорусского фронта (вступил в должность 10 апреля), который под его командованием принимал участие в Люблин-Брестской наступательной фронтовой операции — составной части Белорусской стратегической операции.
Командир 77-го стрелкового корпуса 47-й армии 2-го Белорусского фронта генерал-майор Виктор Генрихович Позняк особо отличился в Висло-Одерской наступательной операции. Корпус перешёл в наступление 15 января 1945 года и в первый же день прорвал несколько полос мощного оборонительного рубежа противника в районе города Яблонна-Легийонов, овладев крупным населённым пунктом и узлом обороны Хотомув. В последующие дни корпус с ходу форсировал реку Висла и совместно с другими корпусами 47-й армии глубоко обошёл с севера столицу Польши Варшаву. Под угрозой окружения немецкий гарнизон спешно начал отход из Варшавы, в уличных боях по освобождению которой 77-го стрелкового корпуса также действовал успешно. Не менее умело генерал Позняк командовал корпусом и в дальнейшем наступлении, до конца января корпус с боями прошёл к Одеру по Польше свыше 200 километров, освободив свыше 500 населённых пунктов. Одних пленных было захвачено около 2000 человек.
Указом Президиума Верховного Совета СССР от 6 апреля 1945 года за умелое руководство боевыми действиями 77-го стрелкового корпуса и проявленные при этом мужество, отвагу и героизм генерал-майору Виктору Генриховичу Позняку присвоено звание Героя Советского Союза с вручением ордена Ленина и медали «Золотая Звезда».
В завершающие месяцы войны во главе 77-го стрелкового корпуса принимал участие в Восточно-Померанской и Берлинской наступательных операций, в том числе в освобождении городов Сохачев, Потсдам и Бранденбург.

### Послевоенная карьера

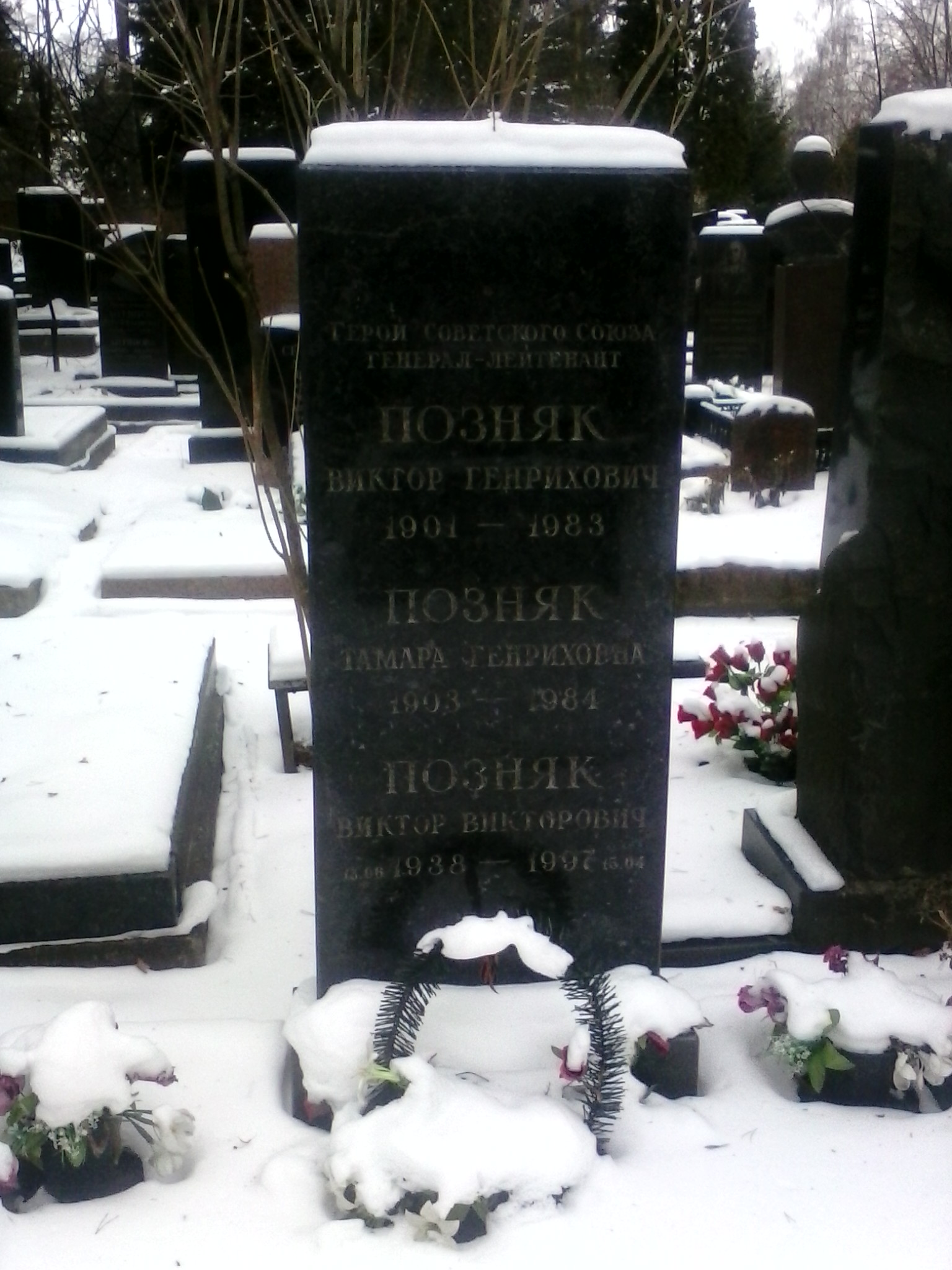
Могила Позняка на Кунцевском кладбище Москвы.

В июле 1945 года был назначен на должность командира 29-го гвардейского стрелкового корпуса, а в феврале 1946 года — на должность заместителя командующего 8-й гвардейской армии в составе Группы советских оккупационных войск в Германии. С июня 1946 года исполнял должность помощника генерал-инспектора стрелковых войск Главной инспекции Сухопутных войск СССР. В ноябре того же года был назначен на должность начальника Управления боевой и физической подготовки Группы советских оккупационных войск в Германии.
С апреля 1948 года служил в Высшей военной академии имени К. Е. Ворошилова на должностях старшего преподавателя и заместителя начальника кафедры истории военного искусства по военно-историческому факультету, а с сентября 1956 года — на должности начальника кафедры истории войн и военного искусства. Доцент (23.01.1954). В июле 1966 года вышел в отставку.
Жил в Москве. Мемуаров не написал, опубликовав лишь краткий очерк о командовании 39-й сбр в 1941—1942 гг.
Умер 12 августа 1983 года в Москве. Похоронен Кунцевском кладбище.

## Воинские звания
- майор (16.12.1935)
- полковник (31.05.1939)
- генерал-майор (22.02.1943)
- генерал-лейтенант (20.04.1945)[3]

## Награды
- Медаль «Золотая Звезда» Героя Советского Союза (6.04.1945 № 5708);
- два ордена Ленина (21.02.1945[4], 6.04.1945);
- два ордена Красного Знамени (3.11.1944[4], 15.11.1950);
- орден Кутузова 1-й степени (29.08.1944);
- орден Суворова 2-й степени (22.09.1943);
- Орден Богдана Хмельницкого 2-й степени (31.05.1945)
- орден Отечественной войны 2-й степени (22.02.1943);
- орден Красной Звезды (28.10.1967);
- медали СССР[5];

Награды Польши
- Орден «Virtuti militari» 4-го класса
- Орден «Крест Грюнвальда» 3-й степени
- Медаль «За Одру, Нису и Балтику»
- Медаль «За Варшаву 1939—1945»